# Флиндерс, Мэтью
Мэ́тью Фли́ндерс (англ. Matthew Flinders; 16 марта 1774 — 19 июля 1814) — британский исследователь Австралии. Дед археолога Флиндерса Питри. За годы своей карьеры совершил плавания вместе с капитаном Уильямом Блаем, исследовал Новую Голландию (австралийский материк), дав ему современное название. Автор знаменитой книги «A Voyage to Теrra Australis».

## Ранние годы жизни
Мэтью Флиндерс родился 16 марта 1774 года в деревне Донингтон, графство Линкольншир, на восточном побережье Англии. Сын Мэтью Флиндерса, врача по специальности, и его жены Сюзанны. Получил образование в свободной школе Дорнингтона, а затем — в грамматической школе Хорблинга. Несмотря на то, что все думали, что Мэтью последует семейной традиции и станет врачом, будущий путешественник выбрал совершенно другую сферу деятельности. Прочитав в 15 лет знаменитую книгу Даниэля Дефо «Робинзон Крузо», он решил поступить на службу в военно-морские силы. По совету своего дяди, Джона Флиндерса, который был на военной службе в Вест-Индии, Мэтью начал изучать труды Эвклида, «Элементы навигации» Робертсона и «Принципы тригонометрии» Мура.
В 1789 году он поступил на службу в качестве добровольца на корабль «Алерт», откуда перевёлся на судно «Сципион», а в июле 1790 года — на «Беллерофон». В 1791 году Флиндерс присоединился в качестве мичмана к экспедиции Блая, который перевозил на корабле «Провиденс» саженцы хлебного дерева с острова Таити на Ямайку. В ходе плавания было также изучено юго-восточное побережье острова Тасмания, нанесены на карту многие острова Фиджи. В 1792 году Флиндерс впервые в жизни увидел австралийские воды, высадившись на берегу бухты Адвенчур в Тасмании.
Вернувшись в 1793 году в Англию, снова присоединился к команде корабля «Беллерофон», приняв участие в битве при Уэссане, морском сражении периода Революционных войн.

## Путешествия

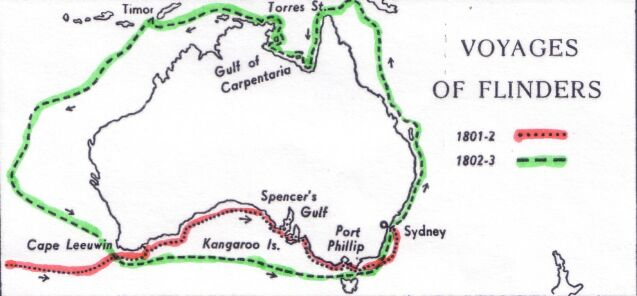
Маршрут путешествия Флиндерса на корабле «Инвестигейтор».

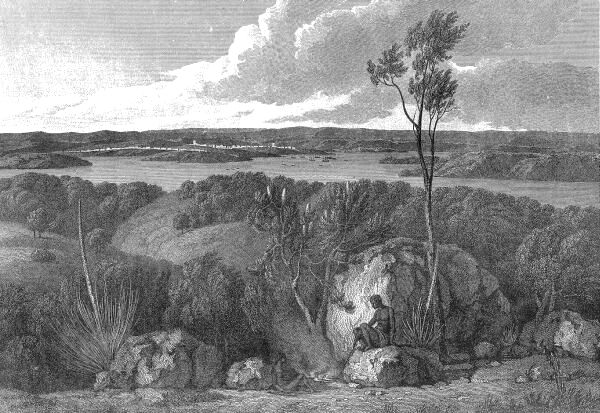
Вид на Порт-Джексон (изображение из книги «A Voyage to Terra Australis».

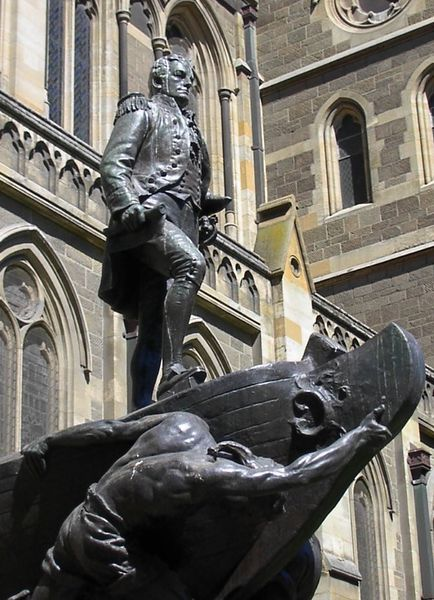
Памятник Флиндерсу перед Собором Святого Павла в Мельбурне.

В 1795 году Мэтью Флиндерсу было сделано предложение принять участие в плавании к Новому Южному Уэльсу на корабле «Релайенс», на котором везли нового губернатора колонии Джона Хантера. Флиндерс показал себя прекрасным навигатором и картографом, стал другом военного врача и исследователя Австралии Джорджа Басса. Прибыв в Порт-Джексон, Флиндерс и Басс организовали самостоятельную экспедицию на небольшой лодке «Том-Там» вдоль восточного побережья Австралии к заливу Ботани и реке Джорджес. В январе 1796 года корабль «Релайенс» взял курс к острову Норфолк, но уже в марте того же года вернулся в Сидней. Флиндерс и Басс устроили ещё одну экспедицию к югу от Сиднея до озера Иллаварра. Впоследствии Флиндерс, вернувшись на борт «Релайенс», отправился в Кейптаун, где должен был приобрести для сиднейских поселенцев небольшое поголовье скота. После возвращения в Австралию судно нуждалось в починке, поэтому путешественник остался на корабле.
В феврале 1798 года на поиски моряков с судна, потерпевшего крушение 15 месяцев назад у островов Фюрно, был направлен шлюп «Фрэнсис», на котором присутствовал и Мэтью Флиндерс, но уже в качестве лейтенанта. За пять недель путешественник открыл острова Кент и остров Бабел, сделал интересные записи о местных птицах и животных, обнаружил западное течение, что, по мнению Флиндерса, свидетельствовало о существовании поблизости пролива. Однако временны́е ограничения не позволили ему продолжить исследования. По возвращении в Сидней ему удалось заинтересовать Басса и комиссию: Флиндерс был назначен командиром судна «Норфолк», которое отправилось в новую экспедицию 7 октября 1798 года. Открыв Порт-Дэлраймпл (нынешний Лонсестон), путешественники проплыли через открытый ими Бассов пролив и обогнули остров Тасмания, вернувшись в Сидней в январе 1799 года. В ходе экспедиции Флиндерс впервые исследовал большую частью тасманийского побережья, составил описание аборигенов Тасмании. Открытие Бассова пролива, который был назван в честь Джорджа Басса, было очень важным, так как его существование значительно сокращало время пребывания в пути судов, плывших из Англии. В ходе последовавшей экспедиции вдоль южного побережья Квинсленда каких-либо крупных открытий сделано не было, поэтому в марте 1800 года Мэтью Флиндерс вернулся в Англию.
Географические открытия и экспедиции Флиндерса привлекли внимание многих учёных того времени, прежде всего сэра Джозефа Банкса, которому Флиндерс посвятил свою книгу «Observations on the Coasts of Van Diemen’s Land, on Bass’s Strait, etc.» Благодаря своим связям с графом Спенсером Банксу удалось убедить адмиралтейство в необходимости организации новой экспедиции к берегам Австралии с целью нанесения береговой линии материка на карты. В результате 25 января 1801 года Флиндерсу было поручено командование кораблём «Инвестигейтор», который отправился к берегам Австралии 18 июля 1801 года. В путешествии также приняли участие натуралист Роберт Броун, ботаник Фердинанд Бауэр и художник Уильям Уэстолл. Так как Франция и Англия находились в состоянии войны, французские власти выдали путешественнику французский паспорт, который давал ему иммунитет. В апреле 1801 года, незадолго от отплытия экспедиции, Мэтью Флиндерс женился на Энн Чэппелл (англ. Ann Chappelle). Мореплаватель надеялся взять жену с собой, однако его планам помешало адмиралтейство. Поэтому Энн осталась в Англии.
В ходе экспедиции, которая длилась с 1801 по 1803 года, Флиндерс обследовал и нанёс на карту южное побережье Австралии, открыл заливы Спенсер, Сент-Винсент, полуостров Йорк и прибрежные острова, в том числе Кенгуру, открытый несколько ранее независимо от него французской экспедицией Н. Бодена. В 1802 году обследовал восточное и северное побережье Австралии, нанёс на карту Большой Барьерный риф и произвёл съёмку залива Карпентария. Тогда же в корабле была обнаружена течь. 9 июня 1803 году путешественнику удалось доплыть до Сиднея. Однако судно было признано непригодным для плавания и было забраковано.
Не найдя другого корабля для продолжения экспедиции, Флиндерс был вынужден отправиться в Англию в качестве пассажира судна «Порпес». Однако 17 августа 1803 года корабль потерпел крушение на Большом Барьерном рифе примерно в 1100 км к северу от Сиднея. Тем не менее Флиндерсу удалось выжить, и он вернулся в Сидней.
Впоследствии путешественник взял под командование катер «Камберленд», который отправился в путь 11 октября. Флиндерс проплыл через Торресов пролив и взял курс юго-запад к мысу Доброй Надежды. Однако вскоре в судне была найдена течь, поэтому мореплаватель был вынужден 17 декабря 1803 года зайти в один из портов Маврикия, который в то время был французской колонией. Однако в мае того же года между Англией и Францией разгорелась новая война, поэтому жизнь Флиндерса оказалась под угрозой. Поначалу путешественник надеялся на свой французский паспорт, который был выдан ему перед экспедицией в Австралию, и научный характер его путешествия. Но здешний французский губернатор Шарль Декан отнёсся к Флиндерсу с подозрением и задержал его. Освободиться путешественнику удалось только в июне 1810 года после удачной блокады острова британским флотом и обещания не воевать против Франции.
Вернувшись 23 октября 1810 года в Англию, Флиндерс тотчас же принялся за написание книги «A Voyage to Terra Australis», которая была опубликована 18 июля 1814 года. На следующий день путешественник умер.

## Наследие

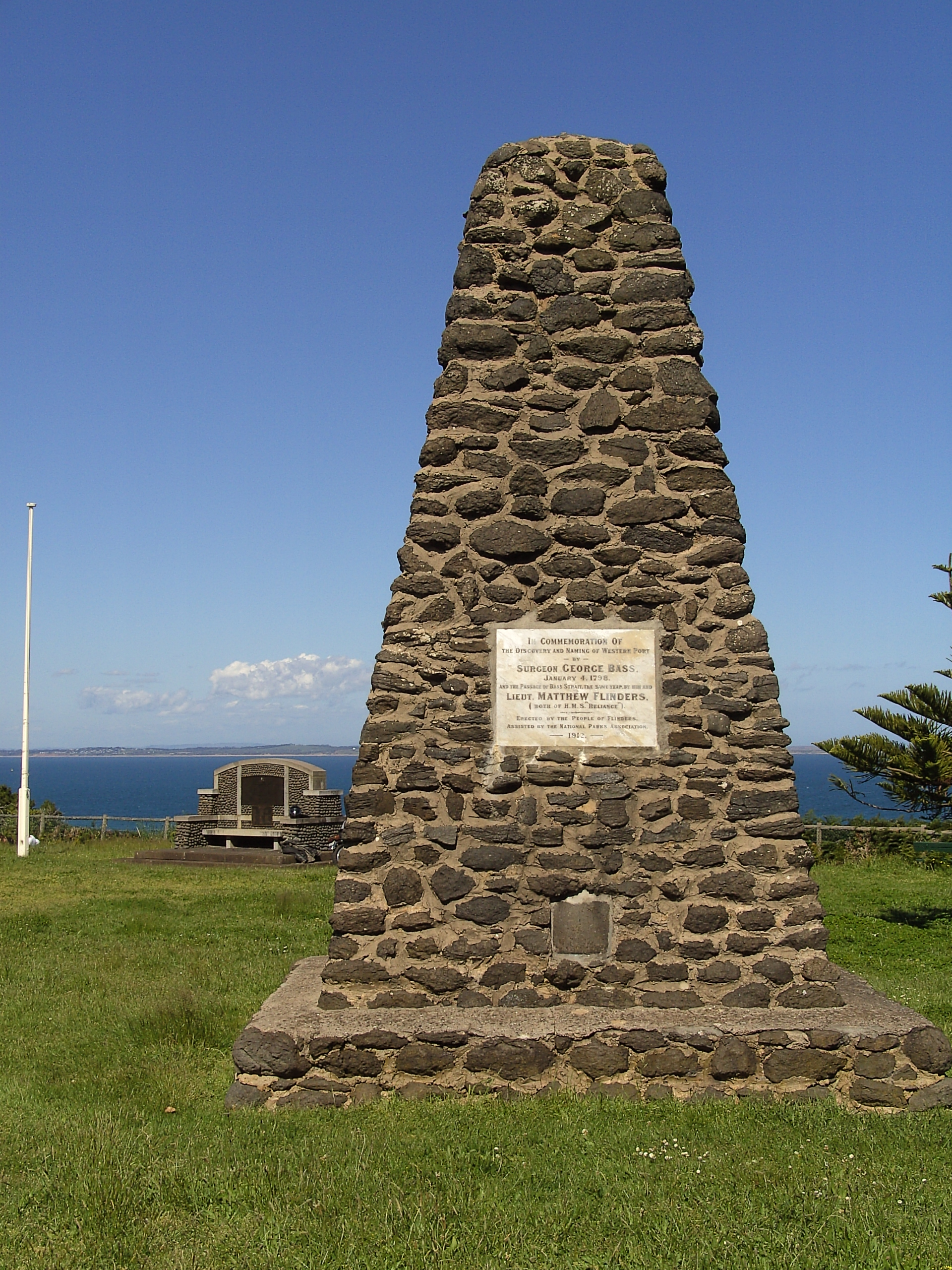
Мемориал открытия Басса-Флиндерса в Вестернпорте

Флиндерс стал первым человеком, использовавшим систематически в своих журналах, произведениях название «Австралия», и именно после публикации его книги «A Voyage to Terra Australis» оно стало регулярно использоваться.
В честь путешественника названо большое количество географических объектов и мест в Австралии: остров у берегов Тасмании, банка в Индийском океане, проход и рифы в Большом Барьерном рифе, в Австралии — хребет, река и город, бухта и населённый пункт Флиндерс-Бей на юго-западе материка. В столице Южной Австралии Аделаиде именем капитана Флиндерса назван один из университетов. В Мельбурне, столице штата Виктория, память о Мэтью Флиндерсе увековечена в названиях вокзала и улицы, а также природного парка на полуострове Морнингтон, откуда открывается прекрасный вид на Южный океан.

## Первоисточники
- Flinders Matthew. A Voyage to Terra Australis (англ.). — London: G. and W. Nicol, 1814. — Vol. 1. — 502 p.
- Flinders Matthew. A Voyage to Terra Australis (англ.). — London: G. and W. Nicol, 1814. — Vol. 2. — 613 p.
- The Flingers papers (англ.). National Maritime Museum. Архивировано из оригинала 29 января 2009 года.